# Tour Franklin
Tour Franklin är en skyskrapa i La Défense i Paris storstadsområde i Frankrike. Det 115 meter höga tornet byggdes 1972 och tillhör La Défenses andra generation skyskrapor.